# 우리넷
우리넷(Woori Net Co., Ltd.)는 대한민국의 유무선 통신 기업이다. 본사는 경기도 안양시 동안구 시민대로 353 (관양동)에 위치해 있으며 대표이사는 김광수이다.

## 제품
MSPP(Multi Service Provisional Platform, 다중 서비스 지원 플랫폼 장비)와 음성 서비스를 위한 교환 장비 AGW(Access Gateway System, 게이트웨이 접속 장비) 등 유선 네트워크에서 사용자의 망을 서로 연결해 주는 전달망 장비를 제조한다

## 논란
우리넷 지분 매수 관련 앞서 한 차례 해제됐던 계약을 둘러싸고 원매자 등을 대상으로 일부 투자자가 형사 소송을 제기한 적이 있다

## 상장
2010년 1월 27일에 공모가 6,700원에 상장하였다.

## 참고 문헌
1. ↑  우리넷, '이음5G 자체 시험망 구축'으로 시장 역량 강화, 헬로우TT, 2023년 12월 6일
2. ↑  성상우, 우리넷, 이음 5G 자체 시험망 구축, 머니투데이, 2023년 12월 5일
3. ↑  한국IR협의회 기술분석보고서-우리넷, 2018. 11. 15[깨진 링크(과거 내용 찾기)]
4. ↑  김세연, 우리넷 원매자, 인수 재도전 '암초' 등장, 톱데일리, 2023년 8월 4일